# Eauze
Eauze (ook gespeld als Éauze) is een gemeente in het Franse departement Gers (regio Occitanie). De gemeente telde 4.060 inwoners op 1 januari 2022. De plaats maakt deel uit van het arrondissement Condom.
In en rond de gemeente is wijnbouw belangrijk en Eauze is de officieuze hoofdstad van de gedistilleerde alcoholische drank Armagnac.

## Geschiedenis

### Elusa
De Romeinse stad Elusa werd ex nihilo gesticht in de eerste eeuw in de buurt van het oppidum van Esbérous-Higat. De stad werd gebouwd volgens een dambordpatroon en strekte zich uit over 40 hectare. Elusa bezat een forum en thermen en in de omgeving lagen grote landbouwondernemingen. In het midden van de derde eeuw werd Elusa de hoofdstad van de Romeinse provincie Novempopulania en kreeg zo een belangrijke administratieve functie. Uit deze tijd zijn belangrijke archeologische vondsten: het domus van Cieutat, een rijke woning van 2.700 m², en een Gallo-Romeinse geldschat met 28.000 munten en ook juwelen uit het einde van de derde eeuw. In de vierde eeuw werd de stad de zetel van een bisdom met de heilige Paternus als eerste bisschop. In 551 werd een synode gehouden in de stad. De bloeitijd kwam ten einde in de vijfde eeuw. De elite trok zich terug op hun landbouwdomeinen en de stad werd geleidelijk aan verlaten. De antieke stad ging ten onder na de invasies van Saracenen en Noormannen (rond 840).

### Eauze
In 980 werd een klooster gebouwd op de heuvel boven de antieke stad. In de elfde eeuw werd deze priorij van Sint-Luperc verbonden aan de Abdij van Cluny. Rond dit klooster groeide Eauze. Tussen 1463 en 1521 werd de Kerk Saint-Luperc gebouwd. Het protestantisme vond wortel in Eauze en de stad had erg te lijden onder de Hugenotenoorlogen. Na de Franse Revolutie werd de kerk van Cieutat afgebroken.

## Geografie
De oppervlakte van Eauze bedroeg op 1 januari 2022 69,86 vierkante kilometer; de bevolkingsdichtheid was toen 58,1 inwoners per km².
De Gélise stroomt door de gemeente.
De onderstaande kaart toont de ligging van Eauze met de belangrijkste infrastructuur en aangrenzende gemeenten.

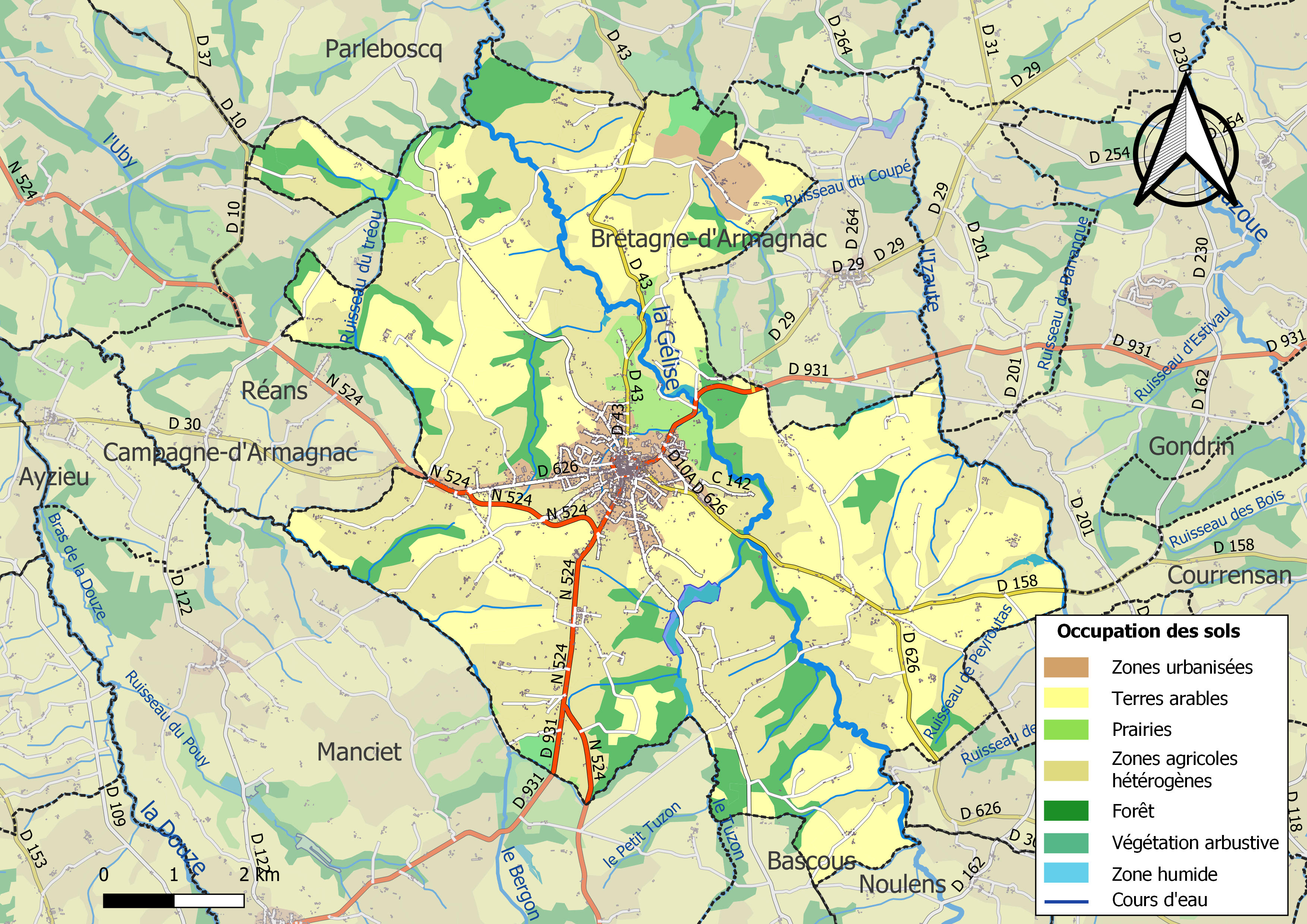

## Demografie
Onderstaande figuur toont het verloop van het inwonertal (bron: INSEE-tellingen).

## Stedenband
- Ampuero (Spanje)

## Bezienswaardigheden
- Église Saint-Luperc, gebouwd tussen 1463 en 1521. De kerk leed schade tijdens de Hugenotenoorlogen en werd hersteld en verbouwd in de 17e en 18e eeuw. Het orgel uit 1843 werd gebouwd door de Parijse firma Daublaine et Callinet.
- Musée archéologique/Le Trésor d’Eauze, archeologisch museum waarin de schat van Eauze, een geldschat ontdekt in 1985 wordt tentoongesteld.[6]
- Château d'eau impérial, 19e-eeuwse watertoren gebouwd tijdens het Tweede Franse Keizerrijk
- Arena Nimeño II (1980), arena met 3600 plaatsen voor stierengevechten
- Maison Jeanne-d'Albret, vakwerkhuis uit de 15e eeuw
- Chapelle Saint-Jacques, een overblijfsel van het voormalige hospitaal buiten de stadsmuren
- Protestantse kerk (1960)

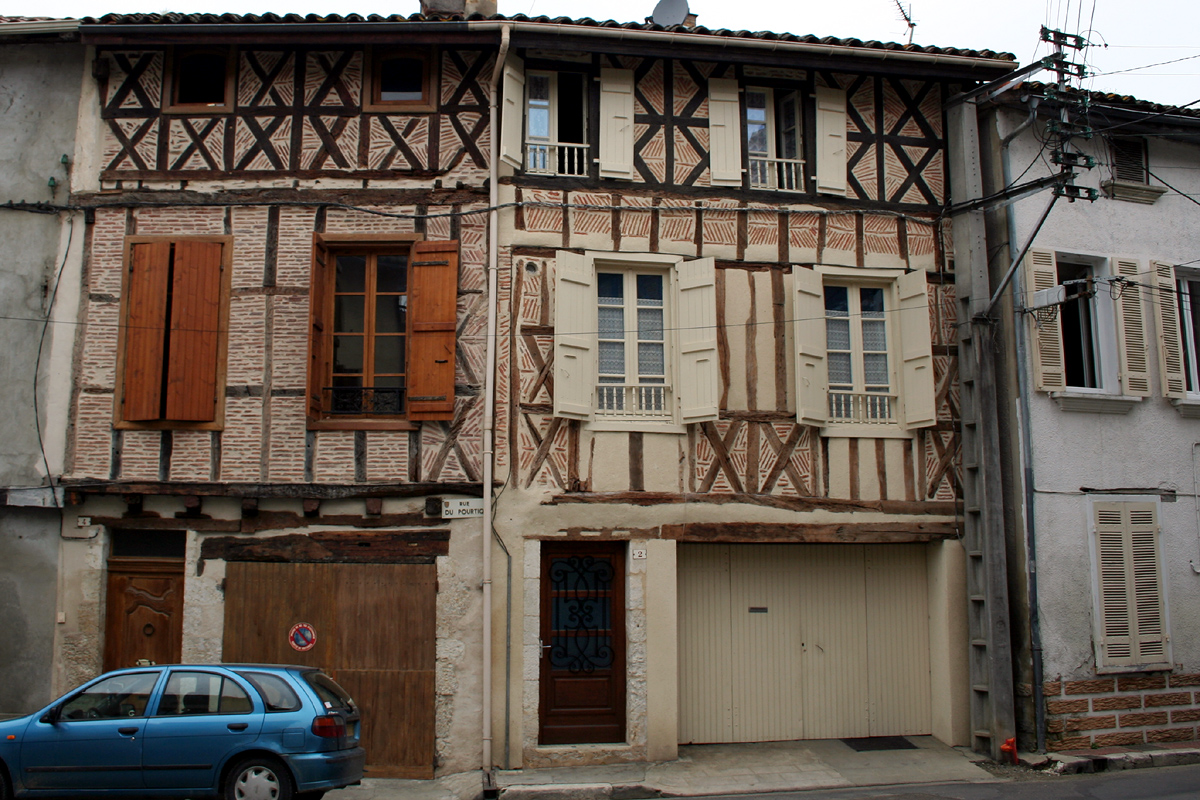
Huizen in Eauze
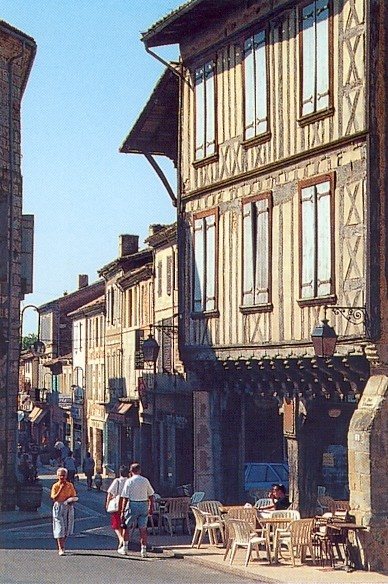
Eauze, straat met vakwerkhuizen
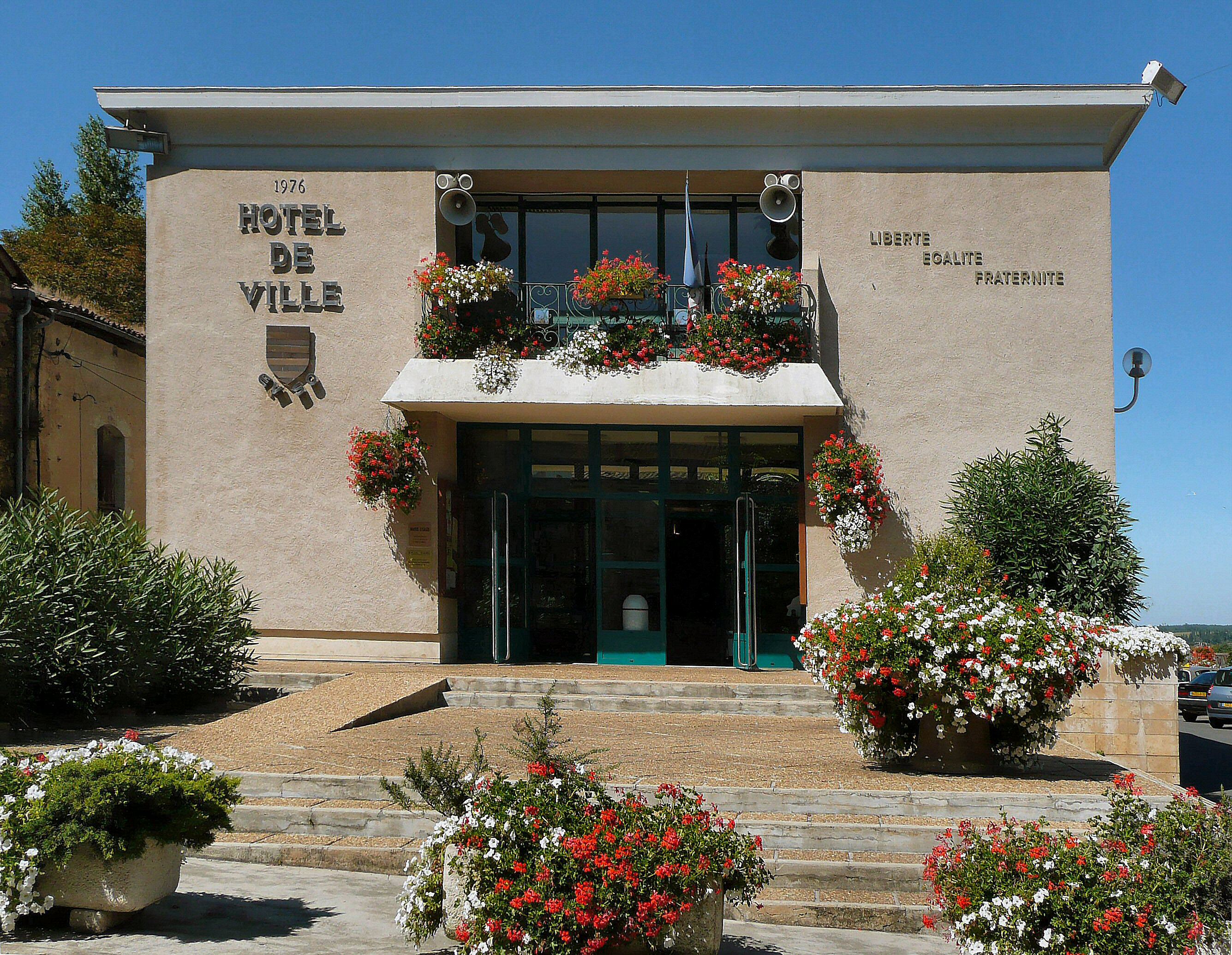
Gemeentehuis
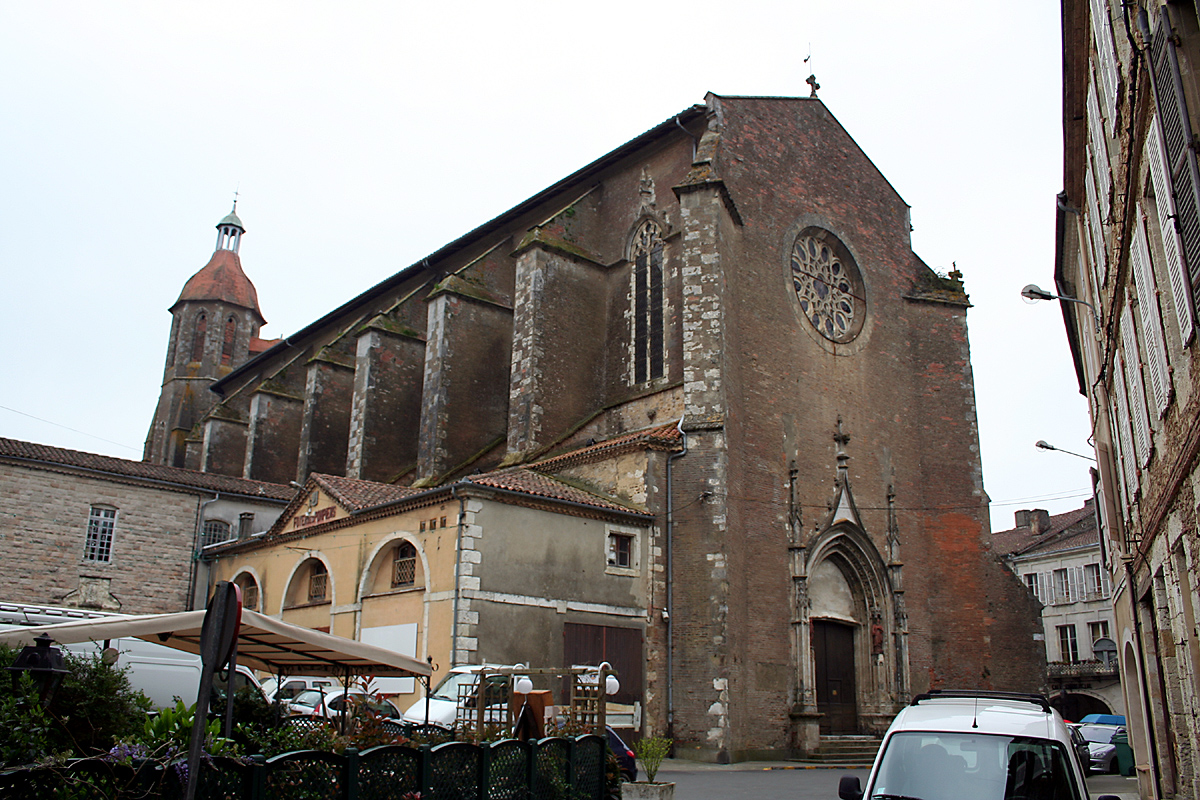
De kerk van Eauze